# Rhinoglena tokioensis
Rhinoglena tokioensis är en hjuldjursart som beskrevs av Fusa Sudzuki H. 1975. Rhinoglena tokioensis ingår i släktet Rhinoglena och familjen Epiphanidae. Inga underarter finns listade i Catalogue of Life.